# Tselakai Dezza
Tselakai Dezza es el nombre de un lugar designado por el censo ubicado en el condado de San Juan en el estado estadounidense de Utah. En el año 2000 tenía una población de 103 habitantes y una densidad poblacional de 2,0 personas por km².

## Geografía
Tselakai Dezza se encuentra ubicado en las coordenadas 37°12′40″N 109°35′20″O / 37.21111, -109.58889. Según la Oficina del Censo, la localidad tiene un área total de 51,2 km² (19,8 mi²), de la cual toda es tierra.

## Demografía
Según la Oficina del Censo en 2000, había 103 personas y 25 familias residentes en el lugar, 99,03% de los cuales eran personas nativas de los Estados Unidos y 0,97% de raza blanca. 
Según la Oficina del Censo en 2000 los ingresos medios por hogar en la localidad eran de $47.250, y los ingresos medios por familia eran $47,250. Los hombres tenían unos ingresos medios de $100.000 frente a los $5.000 para las mujeres. La renta per cápita para la localidad era de $19,021. No había familias entre la población de Tselakai Dezza que estaban por debajo del umbral de pobreza.